# 内藤濯
内藤 濯（ないとう あろう、1883年7月7日 - 1977年9月19日）は、日本のフランス文学者、評論家、翻訳家、エッセイスト。
フランスの作家アントワーヌ・ド・サン＝テグジュペリの『Le Petit Prince』（直訳すると「小さな大公」）を初めて『星の王子さま』と訳したことや、1908年に雑誌『音楽界』の中で「印象主義の楽才」として日本に初めてクロード・ドビュッシーの作品を紹介したことで知られる。

## 生涯
熊本県熊本市に生まれる。父・泰吉は軍医。熊本市立慶徳小学校から福岡県立中学伝習館に進む。同期に北原白秋がいた。
上京して開成中学校に転校。在学中に文学に目覚め、和歌や新体詩に熱中。1903年、卒業。第一高等学校文科丙類では日本ユニテリアン協会に参加。
1907年、東京帝国大学文学部仏文学科に入学。1910年、卒業。フランス語教官として陸軍幼年学校に勤務。のち第一高等学校に奉職中、文部省在外研究員となり、パリ留学。1924年に帰国後、東京商科大学（現在の一橋大学）教授となる。当時の教え子に伊藤整・葛川篤・佐倉潤吾・瀬沼茂樹・田中西二郎がいた。1931年、フランス政府からレジオン・ドヌール・シュバリエ勲章を受ける。1944年、商科大を定年退官。
戦後は昭和女子大学教授となった。1971年1月、皇居での歌会始の召人となり「鞍馬苔からみあひつつ庭つちに居つけりと見ゆ小さきわが家」が詠進される。1972年、昭和女子大を退職。
長男の内藤初穂（1921 - 2011）は編集者などを経て作家。父の伝記『星の王子の影とかたちと』を執筆している。次男の内藤幸穂（1924 - 2014）は学校法人関東学院元理事長。

## 著書
- 『生の更改と新藝術』（警醒社書店、近代思潮叢書） 1914
- 『ロマン・ロオランの思想と藝術』（天弦堂、近代思潮叢書） 1915
- 『實習佛蘭西文典』（佛蘭西學會） 1918
- 『佛蘭西近代詩評釋』（白水社） 1933
- 『思はざる収穫 - 佛蘭西文藝随筆』（白水社） 1935
- 『いっすんぼうし』（至光社） 1964
- 『星の王子とわたし』（文藝春秋） 1968、文春文庫 1976※、新編・丸善 2006
- 『未知の人への返書』（中央公論社） 1971、中公文庫 1978 - 田辺貞之助解説
- 『思索の日曜日』（木耳社） 1973
- 『落穂拾いの記』（岩波書店） 1976
- 『星の王子パリ日記』（グラフ社） 1984

※は電子書籍で再刊

## 翻訳
- 『サロメ』（ワイルド、宮原晃一郎共訳、白水社） 1923
- 『ラシイヌ傑作集 第1巻』（ブリタニキユス、第一書房） 1925
- 『ミシェル・オオクレエル』(ヴィルドラック、春陽堂） 1925、のち岩波文庫
- 『ベリアル夫人』（シャルル・ヴィルドラック、白水社） 1927
- 『人間ぎらひ / 女学者の群 / 気で病む男』（モリエエル、新潮社、世界文學全集6） 1928
  - 『女学者・気で病む男』（新潮文庫※） 1952
  - 『人間ぎらい』（新潮文庫※）改版2012
- 「近代劇全集」（第一書房） 1927 - 1929
  - 『第14巻 佛蘭西篇』 - 「アンドレ・デル・サルトオ」(ミユッセ）、「戸を開けさらずば閉ぢよ」(ミユッセ)、「堅気な女」(ベック)
  - 『第15巻 佛蘭西篇』- 「ブランシェット」（ブリユウ）
  - 『第19巻 佛蘭西篇』 - 「事業は事業」（ミルボー）
  - 『第20巻 佛蘭西篇』 - 「家」（ジャック・コポオ）
- 『追ひつめられる男』（フランシス・カルコ、白水社） 1931、のち新潮文庫
- 『ゴブセツク』（バルザツク、河出書房、バルザツク全集14） 1935
- 『箴言集』（ラ・ロシュフコー、白水社） 1939
  - 『箴言と考察』（岩波文庫）1948 / 改訂 グラフ社　2010
- 『弟子』上・下（ポール・ブールジェ、岩波文庫） 1941、復刊1992
- 『私の生活技術』（モーロア、白水社） 1941、のち新潮文庫
- 『省察と箴言』(ヴォーヴナルグ、創元選書） 1948
- 『フィガロの結婚』（ボーマルシェ、訳編、新月社） 1950
- 『アンドロマク』（ジャン・ラシーヌ、岩波文庫） 1951
- 『嘘』上・下（ブールジェ、岩波文庫） 1951 - 1952、復刊2002
- 『チビ君 ある子どもの話』（ドーデー、岩波少年文庫） 1953
- 『形影集』（白水社） 1953、訳詩選集
- 『星の王子さま』（アントワーヌ・ド・サン＝テグジュペリ、岩波少年文庫※） 1953、度々改版／新版・岩波文庫 2017
- 『宿駅』上・下（ブールジェ、田辺貞之助共訳、岩波文庫） 1954
- 『フェードル』（ジャン・ラシーヌ、岩波文庫） 1958
- 『ロダンに聞く』（東京創元社） 1961
- 『ルナアルの言葉』（錬金社） 1961。改題『ルナアル詞華集』（グラフ社） 2003
- 『つきのオペラ』（ジャック・プレベール、至光社） 1974。ジャクリーヌ・デュエムによる絵本

## 伝記
- 内藤初穂『星の王子の影とかたちと』（筑摩書房） 2006 ISBN 448081826X